# 蘇爾茨貝格山
47°44′41″N 12°3′43″E / 47.74472°N 12.06194°E

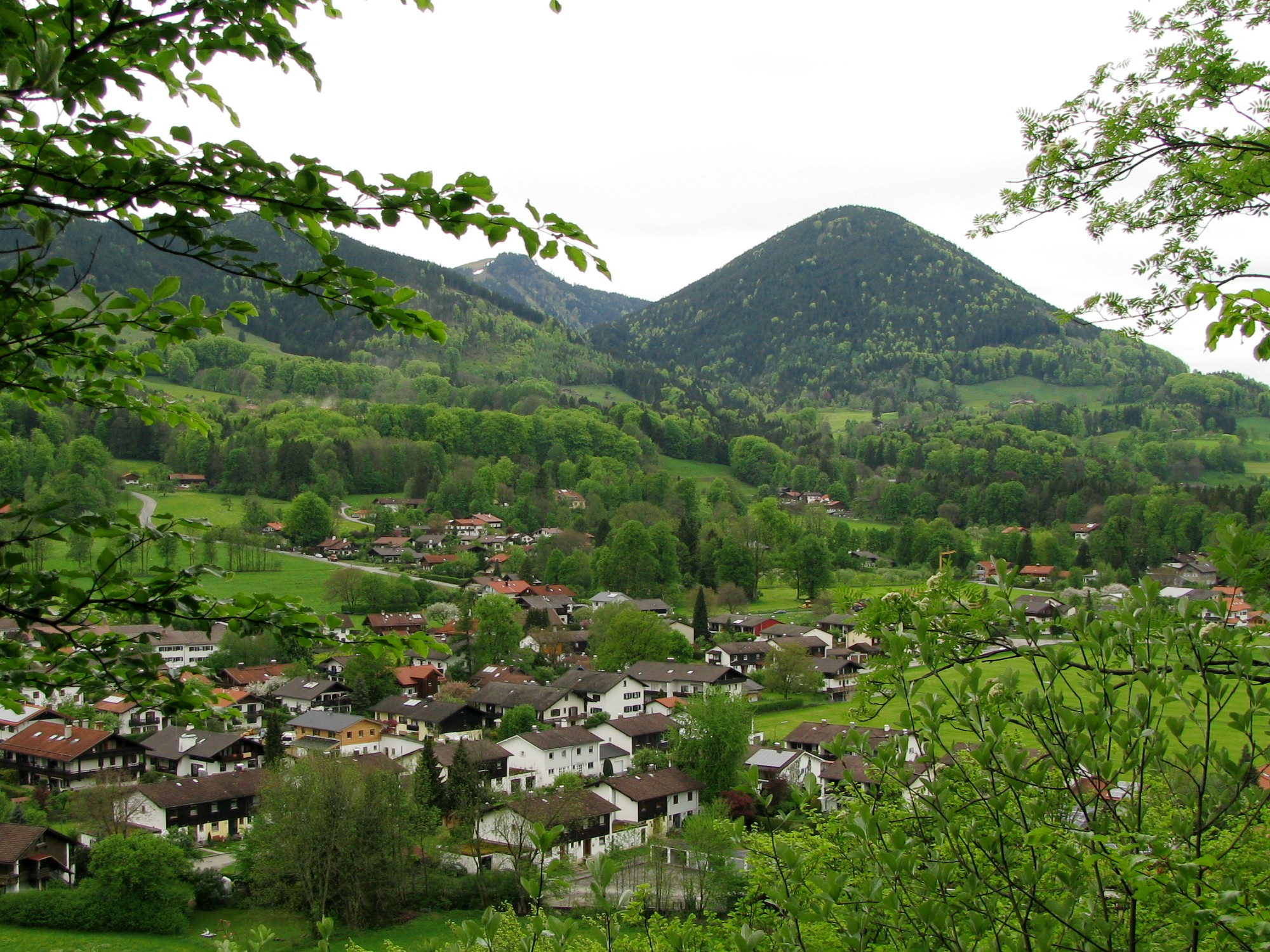

蘇爾茨貝格山（德語：Sulzberg），是德國的山峰，位於該國東南部，由巴伐利亞負責管轄，屬於巴伐利亞前阿爾卑斯山脈的一部分，距離法倫角山1.7公里，海拔高度1,117米。